# エルトン・ジョン・グレイテスト・ヒッツ 1970-2002
『エルトン・ジョン・グレイテスト・ヒッツ 1970-2002』（Elton John's Greatest Hits 1970-2002）は、2002年に発表されたエルトン・ジョンのベスト・アルバム。

## 解説
30年以上のキャリアの中から選び出された2枚組ヒット曲集。全曲リマスターされ、過去の写真などが掲載されたブックレットが付属している。
英国、米国では選曲が異なり、またボーナスCDが付属した特別版も発売された。
日本版CDは、英国版を元に数曲を入れ替えたものとなっている。ブックレットも全作歌詞対訳が付属する。

## 収録曲

### 英国版・日本版
- Disc-1

1. YOUR SONG（僕の歌は君の歌） - Your Song
2. 可愛いダンサー (マキシンに捧ぐ) - Tiny Dancer
3. ホンキー・キャット - Honky Cat
4. ロケット・マン - Rocket Man (I Think it's Going to Be a Long, Long Time)
5. クロコダイル・ロック - Crocodile Rock
6. ダニエル - Daniel
7. 土曜の夜は僕の生きがい - Saturday Night's Alright for Fighting
8. グッバイ・イエロー・ブリック・ロード - Goodbye Yellow Brick Road
9. キャンドル・イン・ザ・ウィンド（風の中の火のように） - Candle in the Wind
10. ベニーとジェッツ - Bennie and the Jets
11. 僕の瞳に小さな太陽 - Don't Let the Sun Go Down on Me
12. あばずれさんのお帰り - The Bitch is Back
13. フィラデルフィア・フリーダム - Philadelphia Freedom
14. 僕を救ったプリマドンナ - Someone Saved My Life Tonight
15. アイランド・ガール - Island Girl
16. 恋のデュエット - Don't Go Breaking My Heart（with キキ・ディー）
17. 悲しみのバラード - Sorry Seems to Be the Hardest Word

- Disc-2

1. ブルー・アイズ - Blue Eyes
2. アイム・スティル・スタンディング - I'm Still Standing
3. ブルースはお好き？ - I Guess That's Why They Call it the Blues
4. サッド・ソングス - Sad Songs (Say So Much)
5. 悲しみのニキタ - Nikita
6. サクリファイス - Sacrifice
7. ザ・ワン - The One
8. キッス・ザ・ブライド - Kiss the Bride
9. 愛を感じて - Can You Feel the Love Tonight?
10. サークル・オブ・ライフ - Circle of Life
11. ビリーヴ - Believe
12. メイド・イン・イングランド - Made in England
13. ユー・ルック・トゥナイト - Something About the Way You Look Tonight
14. リトゥン・イン・ザ・スターズ - Written in the Stars（with リアン・ライムス）
15. アイ・ウォント・ラヴ - I Want Love
16. ディス・トレイン - This Train Don't Stop There Anymore
17. ソング・フォー・ガイ - Song for Guy

日本版は「キッス・ザ・ブライド」「ディス・トレイン」がそれぞれ「イエス・イッツ・ミー」「ユア・ソング 2002（with アレサンドロ・サフィーナ）」と差し替え。「メイド・イン・イングランド」は削除され、末尾に「悲しみのバラード（ブルー フィーチャリング　エルトン・ジョン）」が追加。

#### ボーナスCD
1. リーヴォンの生涯 - Levon
2. 人生の壁 - Border Song
3. ルーシー・イン・ザ・スカイ・ウィズ・ダイアモンズ - Lucy in the Sky with Diamonds
4. ピンボールの魔術師 - Pinball Wizard
5. トゥルー・ラヴ - True Love（with キキ・ディー）
6. リヴ・ライク・ホーセズ - Live Like Horses（with ルチアーノ・パヴァロッティ）
7. アイ・ドント・ウォナ・ゴー・オン - I Don't Wanna Go On with You Like That
8. 僕の瞳に小さな太陽（ライヴ） - Don't Let the Sun Go Down on Me（with ジョージ・マイケル）
9. ユア・ソング 2002 - Your Song（with アレサンドロ・サフィーナ）

### 米国版
- Disc-1

1. 僕の歌は君の歌 - Your Song
2. リーヴォンの生涯 - Levon
3. 可愛いダンサー（マキシンに捧ぐ） - Tiny Dancer
4. ロケット・マン - Rocket Man (I Think it's Going to Be a Long, Long Time)
5. ホンキー・キャット - Honky Cat
6. クロコダイル・ロック - Crocodile Rock
7. ダニエル - Daniel
8. 土曜の夜は僕の生きがい - Saturday Night's Alright for Fighting
9. グッバイ・イエロー・ブリック・ロード - Goodbye Yellow Brick Road
10. キャンドル・イン・ザ・ウィンド（風の中の火のように） - Candle in the Wind
11. ベニーとジェッツ - Bennie and the Jets
12. 僕の瞳に小さな太陽 - Don't Let the Sun Go Down on Me
13. あばずれさんのお帰り - The Bitch is Back
14. フィラデルフィア・フリーダム - Philadelphia Freedom
15. 僕を救ったプリマドンナ - Someone Saved My Life Tonight
16. アイランド・ガール - Island Girl
17. 悲しみのバラード - Sorry Seems to Be the Hardest Word

- Disc-2

1. 恋のデュエット - Don't Go Breaking My Heart（with キキ・ディー）
2. リトル・ジニー - Little Jeannie
3. アイム・スティル・スタンディング - I'm Still Standing
4. ブルースはお好き？ - I Guess That's Why They Call it the Blues
5. サッド・ソングス - Sad Songs (Say So Much)
6. アイ・ドント・ウォナ・ゴー・オン - I Don't Wanna Go On with You Like That
7. 悲しみのニキタ - Nikita
8. サクリファイス - Sacrifice
9. ザ・ワン - The One
10. 愛を感じて - Can You Feel the Love Tonight?
11. サークル・オブ・ライフ - Circle of Life
12. ビリーヴ - Believe
13. ブレスド〜まだ見ぬ我が子へ - Blessed
14. ユー・ルック・トゥナイト - Something About the Way You Look Tonight
15. リトゥン・イン・ザ・スターズ - Written in the Stars（with リアン・ライムス）
16. アイ・ウォント・ラヴ - I Want Love
17. ディス・トレイン - This Train Don't Stop There Anymore

#### ボーナスCD
1. 風の中の火のように - Candle in the Wind（live：『エルトン・スーパー・ライヴ』より）
2. 僕の瞳に小さな太陽（ライヴ） - Don't Let the Sun Go Down on Me（with ジョージ・マイケル）
3. リヴ・ライク・ホーセズ - Live Like Horses（with ルチアーノ・パヴァロッティ）
4. ユア・ソング 2002 - Your Song（with アレサンドロ・サフィーナ）